# تولو كيكي
تولو كيكي (بالفرنسية: Toulou Kiki)‏ هي مغنية وممثلة نيجرية، ولدت في 1983 بأغاديس في النيجر.

## أعمال

### أفلام
- (2014) تمبكتو[3][4]

## وصلات خارجية
- تولو كيكي على موقع IMDb (الإنجليزية)
- تولو كيكي على موقع قاعدة بيانات الأفلام العربية
- تولو كيكي على موقع ألو سيني (الفرنسية)
- تولو كيكي على موقع ميوزك برينز (الإنجليزية)
- تولو كيكي على موقع أول موفي (الإنجليزية)
- تولو كيكي على موقع قاعدة بيانات الأفلام السويدية (السويدية)
- تولو كيكي على موقع ديسكوغز (الإنجليزية)
- تولو كيكي على موقع قاعدة بيانات الفيلم (الإنجليزية)
- تولو كيكي على موقع كينوبويسك (الروسية)